# Anabella Giracca
Anabella María Giracca Méndez (Ciudad de Guatemala, 14 de octubre de 1962) es una escritora, educadora y política guatemalteca que se desempeña como ministra de educación de Guatemala desde el 15 de enero de 2024.

## Biografía
Giracca nació en la Ciudad de Guatemala en 1962. Es licenciada en letras y filosofía.
Giracca ha desarrollado una sólida carrera en el ámbito literario, con la publicación de varios libros que abarcan diversos géneros. En el ámbito educativo, ha desempeñado roles como coordinadora de programas destinados a la formación de maestros escolares en diferentes partes del país. Asimismo, ocupó el cargo de coordinadora general del Programa de Alfabetización Bilingüe, una iniciativa llevada a cabo por la Universidad Rafael Landívar en colaboración con la Agencia de los Estados Unidos para el Desarrollo Internacional (USAID). Además de su labor en educación, Giracca ha sido asesora para la Academia de Lenguas Mayas y ocupó el puesto de directora en el Instituto de Lingüística e Interculturalidad de la Universidad Rafael Landívar.
En el aspecto político, Giracca es una de las fundadoras del partido Movimiento Semilla y ha formado parte de la dirección del partido desde su fundación. Sin embargo, no fue postulada para optar a un cargo de elección popular. En 2024, el presidente electo Bernardo Arévalo, electo por el partido Semilla, nominó a Giracca como ministra de Educación. Asumió el cargo el 15 de enero de 2024.